# Vernon Louis Parrington

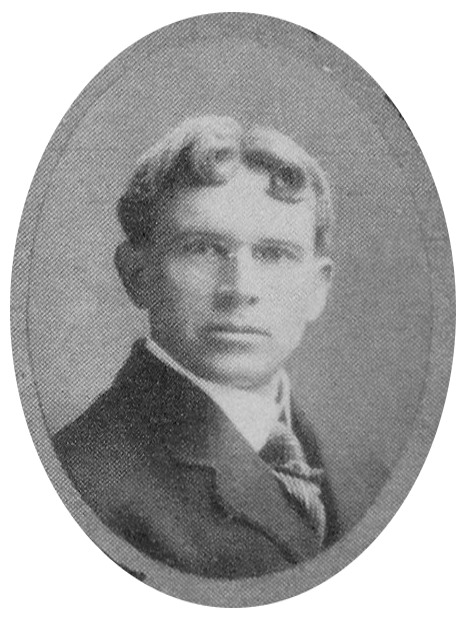
Portret Vernnona Louisa Parringtona w książce z 1909r.

Vernnon Louis Parrington (ur. 3 sierpnia 1871 w Aurorze, zm. 16 czerwca 1929 w Winchcombe) – amerykański historyk literatury i myśli społecznej.
Studiował w College of Emporia i na Uniwersytecie Harvarda, później 1893-1897 wykładał angielski i języki współczesne na College of Emporia, 1897-1908 University of Oklahoma w Norman, a 1908-1929 University of Washington w Seattle. Jego najważniejsze dzieło to Główne nurty myśli amerykańskiej (t. 1-3 1927-1930, wyd. pol. t. 1-2 1968-1970), w którym przedstawił literaturę amerykańską jako niezależną literaturę narodową, powstałą w wyniku specyficznych społeczno-ekonomicznych procesów historycznych.